# Papieska Komisja Archeologii Sakralnej
Papieska Komisja Archeologii Sakralnej – dykasteria Kurii Rzymskiej powołana przez papieża Piusa IX 6 stycznia 1852 roku, z inspiracji kard.Giuseppe Antonellego. 
Do zadań Komisji należy opieka i badania oraz prace archeologiczne nad zabytkami kultury chrześcijańskiej: katakumbami - starożytnymi cmentarzami, bazylikami i innymi obiektami sakralnymi. Początkowo zakres działania komisji obejmował zabytki sakralne Rzymu. Z czasem Komisja objęła swym zasięgiem diecezje włoskie. Status Komisji otrzymała z rąk papieża Piusa XI na mocy motu proprio I' primitivi cemeteri z 11 grudnia 1925 roku. obecnie na czele Komisji stoi kard. Gianfranco Ravasi.
Z inspiracji Komisji przeprowadzono szerego badań i prac nad zabytkami chrześcijańskimi. Wśród projektów, nad którymi patronowała Komisja warto wymienić prace w katakumbach rzymskich. Do licznych osiągnięć Komisji na polu archeologicznym należy odkrycie prawdopodobnie najstarszego wizerunku św. Pawła w katakumbach św. Tekli 19 czerwca 2009.